# Thousand Oaks
Thousand Oaks – miasto w Stanach Zjednoczonych, w stanie Kalifornia, w hrabstwie Ventura. Około 126 tys. mieszkańców (2000).
Z Thousand Oaks pochodzi Amanda Bynes, amerykańska aktorka.